# Percival Merganser
Die Percival Merganser  war ein leichtes ziviles Transportflugzeug des britischen Herstellers Percival Aircraft Co.

## Geschichte und Konstruktion
Die Merganser war ein zweimotoriger Hochdecker mit einziehbarem Bugradfahrwerk und vollständig mit Metall beplankt. Sie war für fünf Personen mit dem Schwerpunkt auf höchstmöglichen Komfort für die Passagiere konzipiert. Zu diesem Zweck wurde sie mit hoch angesetzten Tragflächen und Bugradfahrwerk konstruiert, um den Passagieren bestmögliche Sicht sowie leichtes Einsteigen und Beladen zu ermöglichen.
Der Rumpf wurde – nachdem sein Bau im November 1946 abgeschlossen werden konnte – per Zug und Fähre nach Paris verfrachtet, um auf der Luftfahrtausstellung gezeigt zu werden. Zu diesem Zeitpunkt war das Projekt jedoch bereits zum Scheitern verurteilt, da der Einsatz von de-Havilland-Gipsy-Queen-Motoren vorgesehen war, diese bzw. geeigneter Ersatz jedoch nicht mehr zur Verfügung standen. Der Erstflug am 9. Mai 1947 und weitere Testflüge konnten auch nur mit vom Ministry of Supply geliehenen Motoren durchgeführt werden. Die umfangreichen Flugversuche lieferten jedoch wertvolle Daten für die Entwicklung der Percival Prince und Percival Pembroke. Der zweite Prototyp wurde nur für statische Tests verwendet und flog nie.

## Varianten
- P.48 Merganser, fünf- bis achtsitziges Transportflugzeug
- P.48A Merganser, geplante Wasserflugzeugvariante
- P.48B Merganser, geplante Version mit Kufen
- P.49 Merganser II, geplante Luftvermessungsvariante

## Technische Daten
| Kenngröße             | Daten                                                 |
| --------------------- | ----------------------------------------------------- |
| Besatzung             | 2                                                     |
| Passagiere            | 5                                                     |
| Länge                 | 14,56 m                                               |
| Spannweite            | 12,40 m                                               |
| Höhe                  | 4,19 m                                                |
| Flügelfläche          | 29,60 m²                                              |
| Leermasse             | 2409 kg                                               |
| max. Startmasse       | 3318 kg                                               |
| Reisegeschwindigkeit  | 258 km/h                                              |
| Höchstgeschwindigkeit | 311 km/h                                              |
| Dienstgipfelhöhe      | 7310 m                                                |
| Reichweite            | 1228 km                                               |
| Triebwerke            | 2 × de Havilland Gipsy Queen 51 oder 71 mit je 221 kW |